# Utetheisa
Utetheisa es un género de polillas de la familia Erebidae. El género fue descrito por Jacob Hübner en 1819.

## Descripción
Los palpos bucales se dirigen hacia adelante. Las antenas son ciliadas. Las alas anteriores son largas y finas, con el margen exterior corto y algo erecto.
Las orugas de muchas especies se alimentan de Crotalaria. Los adultos, en general tienen colores brillantes aposemáticos, son tóxicos, contienen alcaloides pirrolizidínicos que usan como defensa y que también forman parte de las feromonas masculinas.

## Taxonomía
Los miembros de los subgéneros Pitasila, Atasca h Raanya antes estaban incluidos en Nyctemera. Utetheisa está en la subtribu Callimorphina o en Nyctemerina; algunos combinan los dos grupos en uno.
Utetheisa es monofilético.

## Algunas especies
Especies de Utetheisa incluyen:
Subgénero Utetheisa
- Utetheisa amhara Jordan, 1939
- Utetheisa antennata Swinhoe, 1893
- Utetheisa clareae Robinson, 1971
- Utetheisa connerorum Roque-Albelo & Landry, 2009
- Utetheisa cruentata (Butler, 1881)
- Utetheisa devriesi Hayes, 1975
- Utetheisa diva (Mabille, 1879)
- Utetheisa elata (Fabricius, 1798)
  - Utetheisa elata fatela Jordan, 1939
  - Utetheisa elata fatua Heyn, 1906
- Utetheisa galapagensis (Wallengren, 1860)
- Utetheisa henrii Roque-Albelo & Landry, 2009
- Utetheisa lactea (Butler, 1884)
  - Utetheisa lactea aldabrensis T. B. Fletcher, 1910
- Utetheisa lotrix (Cramer, [1777])
- Utetheisa maddisoni Robinson & Robinson, 1980
- Utetheisa ornatrix (Linnaeus, 1758)
- Utetheisa pectinata
- Utetheisa perryi Hayes, 1975
- Utetheisa pulchella (Linnaeus, 1758)
- Utetheisa pulchelloides Hampson, 1907 (sin.: Utetheisa dorsifumata Prout, 1920)
- Utetheisa salomonis
- Utetheisa semara Moore, 1860
- Utetheisa sumatrana Rothschild, 1910

Subgénero Atasca
- Utetheisa aegrotum (Swinhoe, 1892)
- Utetheisa albilinea De Vos, 2007
- Utetheisa amboina De Vos, 2007
- Utetheisa amosa (Swinhoe, 1903)
- Utetheisa ampatica De Vos, 2007
- Utetheisa aruensis De Vos, 2007
- Utetheisa bouruana (Swinhoe, 1917)
- Utetheisa ceramensis De Vos, 2007
- Utetheisa externa (Swinhoe, 1917)
- Utetheisa frosti (Prout, 1918)
- Utetheisa pellex (Linnaeus, 1758)
- Utetheisa separata (Walker, 1864)
- Utetheisa watubela De Vos, 2007

Subgénero Raanya
- Utetheisa albipuncta (Druce, 1888)
  - Utetheisa albipuncta zoilides (Prout, 1920)

Subgénero Pitasila
- Utetheisa assamica De Vos, 2007

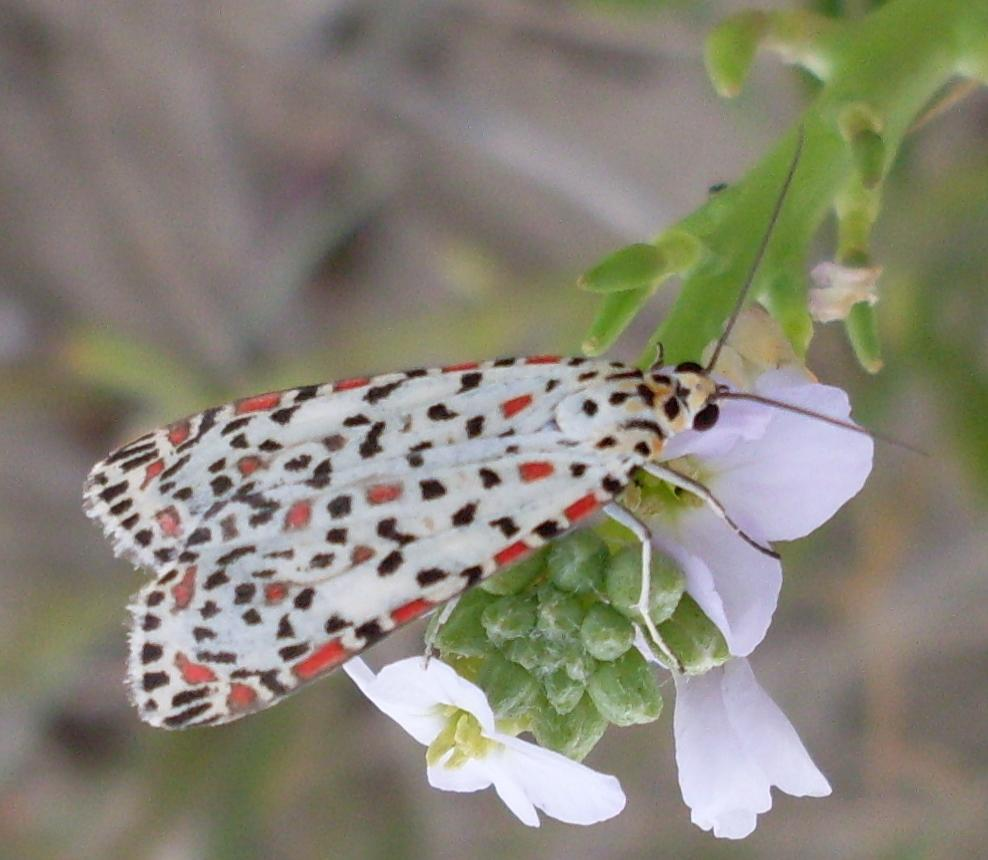
Utetheisa pulchelloides

- Utetheisa abraxoides (Walker, 1862)
- Utetheisa balinensis De Vos, 2007
- Utetheisa disrupta (Butler, 1887)
  - Utetheisa disrupta burica (Holland, 1900)
- Utetheisa distincta (Swinhoe, 1903) (sin.: Utetheisa sangira (Swinhoe, 1903))
- Utetheisa inconstans (Butler, 1880) (sin.: Utetheisa okinawensis (Inoue, 1982))
- Utetheisa flavothoracica De Vos, 2007
- Utetheisa fractifascia (Wileman, 1911)
- Utetheisa guttulosa (Walker, 1864)
- Utetheisa latifascia (Hopffer, 1874)
- Utetheisa leucospilota (Moore, 1877)
- Utetheisa limbata (Roepke, 1949)
- Utetheisa mendax De Vos, 2007
- Utetheisa nivea De Vos, 2007
- Utetheisa pala (Röber, 1891)
- Utetheisa selecta (Walker, 1854)
- Utetheisa specularis (Walker, 1856) (sin.: Utetheisa macklotti (Vollenhoven, 1863))
  - Utetheisa specularis extendens De Vos, 2007
  - Utetheisa specularis oroya (Swinhoe, 1903)
- Utetheisa timorensis (Roepke, 1954)
- Utetheisa transiens (Jurriaanse & Lindemans, 1919)
- Utetheisa vandenberghi (Nieuwenhuis, 1948)
- Utetheisa varians (Walker, 1854)
- Utetheisa variolosa (Felder & Rogenhofer, [1869] 1874)
- Utetheisa vollenhovii (Snellen, 1890)
- Utetheisa witti De Vos, 2007
- Utetheisa ypsilon De Vos, 2007